# Radosław Topolewski
Radosław Topolewski (ur. 10 maja 1971) – polski lekkoatleta specjalizujący się w skoku o tyczce, medalista mistrzostw Polski.

## Życiorys
Był zawodnikiem Lechii Gdańsk.
Na mistrzostwach Polski seniorów wywalczył jeden medal w skoku o tyczce: srebrny w 1989. 
Rekord życiowy w skoku o tyczce: 5,10 (21.09.1991).